# Jean Baptiste Bara
Jean-Baptiste Bara né le 21 septembre 1761 à Charleville, et, mort le 21 décembre 1824 en son domicile à Vouziers, est un homme politique français sous la Révolution et le Premier Empire.

## Biographie
Il était commissaire auprès de l'administration centrale du département des Ardennes lorsqu'il fut élu par ce département député au Conseil des Cinq-Cents le 12 avril 1798 (23 germinal an VI).
Partisan du coup d'État du 18 brumaire, il fit partie le 19 brumaire de la Commission des Cinq-Cents, dite Commission intermédiaire, chargée d'organiser le gouvernement issu de la constitution de l'an VIII.
Nommé au Tribunat à sa création, maintenu en fonction lors de la purge de 1802, il prit quelquefois la parole, notamment au commencement de l'an IX pour approuver le maintien des lois qui avaient prononcé la confiscation des biens des émigrés, comme propre à sauvegarder l'existence de la République. Il revint d'ailleurs sur cette opinion, quand Napoléon ne la trouva plus conforme aux intérêts de sa politique. On croit qu'après la suppression du Tribunat en 1807, il siégea au parquet du tribunal des Ardennes.

## Ses écrits
- Opinion de Bara sur le projet de la Commission des hypothèques, relatif à l'organisation de l'administration et des bureaux des hypothèques, et sur la réformation du tarif du 9 messidor an III, Corps législatif : Conseil des Cinq-Cents, séance du 14 fructidor an VI, Impr. nationale, 1798, 6 pages.
- Rapport fait par Bara (des Ardennes), au nom de la commission spéciale, sur la question de savoir si le Directoire exécutif ne doit pas être autorisé à faire continuer les travaux préparatoires qui ont pour objet de donner aux cantons les limites constitutionnelles dont ils sont susceptibles, aux objections faites contre le projet de ladite commission, Corps législatif : Conseil des Cinq-Cents, séance du 1er brumaire an VII - Impr. nationale, 1798, 10 pages.
- Rapport fait par Bara (des Ardennes), au nom d'une commission spéciale, sur la translation de l'hospice de la commune d'Aurillac, département du Cantal. Séance du 27 germinal an VII, Corps législatif : Conseil des Cinq-Cents, Impr. nationale, 1798, 8 pages.
- Rapport fait par Bara (des Ardennes), au nom de la commission spéciale, chargée d'examiner la demande d'une pension pour la citoyenne Collardeau, veuve du général Moreau, mort devant Luxembourg, général en chef de l'armée de la Moselle, 23 pluviôse, an III, Corps législatif : Conseil des Cinq-Cents, séance du 13 floréal an VII, Impr. nationale, 1799, 4 pages.
- Rapport fait par Bara (des Ardennes), au nom d'une commission spéciale, chargée de l'examen d'un message du Directoire exécutif, tendant à rétablir le prix de la course des chevaux de poste sur l'ancien pied, et augmenter celui fixé pour le transport des dépêches, Corps législatif : Conseil des Cinq-Cents, séance du 7 vendémiaire an VIII, Impr. nationale, 1799, 6 pages.
- Rapport fait par Bara (des Ardennes), au nom d'une commission spéciale, chargée de l'examen d'un projet de loi qui autorise le rachat des usufruits et rentes viagères dus à la République, séance du 6 germinal an VIII, Impr. nationale, 1799, 8 pages.
- Rapport fait par Bara (des Ardennes), au nom d'une commission spéciale, sur la demande de la commune de Cernay, afin d'être autorisée à vendre une portion de ses communaux pour acquitter ses dettes, Corps législatif : Conseil des Cinq-Cents, séance du 19 pluviôse an VII, Impr. nationale, 1798, 4 pages.
- Discours prononcé par Bara (des Ardennes), sur le départ des conscrits du même département, Corps législatif : Conseil des Cinq-Cents, séance du 26 frimaire an VII, Impr. nationale, 1798, 6 pages.
- Rapport fait par Bara (des Ardennes), au nom d'une commission spéciale, sur un projet de loi tendant à autoriser la commune de Saint-Meuge, département des Ardennes, à vendre aux citoyens Jadot et Aubry un terrain communal, Tribunat, séance du 9 frimaire an X, Impr. nationale, 1798, 10 pages.
- Rapport fait par Bara, au nom d'une commission spéciale, sur un projet de loi tendant à autoriser le maire de la ville de Sedan, département des Ardennes, à céder un terrain communal au citoyen Mallet-Walkembourg, moyennant une rente de 120 francs, Tribunat, séance du 9 frimaire an X, Impr. nationale, 1801, 2 pages.
- Opinion de Bara (des Ardennes), sur le projet de loi concernant l'organisation des justices de paix, Tribunat, séance du 12 frimaire an IX, Impr. nationale, 1800, 4 pages.

## Sources
- « Jean Baptiste Bara », dans Adolphe Robert et Gaston Cougny, Dictionnaire des parlementaires français, Edgar Bourloton, 1889-1891 [détail de l’édition]